# Kerkhof van Authie
Authie Churchyard is een begraafplaats gelegen in de plaats Authie (Somme) in het Franse departement Somme. De militaire graven worden onderhouden door de Commonwealth War Graves Commission.
De begraafplaats telt 2 geïdentificeerde Gemenebest graven uit de Tweede Wereldoorlog.